# Ліна Баскетт
Ліна Баскетт (англ. Lina Basquette, уроджена Ліна Коупленд Баскетт (англ. Lena Copeland Baskette), 19 квітня 1907 — 30 вересня 1994) — американська акторка з 75-річною кар'єрою в шоу-бізнесі, яка почалася ще в епоху німого кіно.

## Життєпис

### Юні роки
Народилася в Каліфорнії в сім'ї власника аптеки, і з юних років захоплювалася танцями і балетом, завдяки чому у восьмирічному віці стала моделлю для реклами компанії «RCA Records». У 1916 році з нею уклала контракт кінокомпанія «Universal Studios» на зйомки в серії короткометражок, з чого і почалася її кар'єра в кіно. Незабаром її батько покінчив життя самогубством, а через три роки її мати знову вийшла заміж, народивши їй зведену сестру Мардж Чемпіон, яка також стала акторкою.
У 16 років Баскетт була прийнята в трупу популярного музичного шоу «Божевілля Зігфелда» як танцівниця. Завдяки своєму танцювальному таланту вона була офіційно названа продюсерами шоу «прима-балериною Америки», і навіть Анна Павлова побажала стати її наставницею в класичному балеті. Її мати вважала, що кар'єра балерини не дасть їй великого доходу, і відмовила Павловій, про що сама Ліна Баскетт згодом шкодувала.

### Акторська кар'єра
У 1925 році під час шоу «Безумств Зігфелда» її помітив Сем Ворнер, один із співзасновників студії «Warner Bros.», який закохався в молоду арторку і запропонував їй вийти за нього заміж. Баскетт не хотіла погоджуватися, тому що Ворнер був значно старше, ніж вона, але її мати наполягла на їх шлюбі, вважаючи що Ворнер дуже багатий. Влітку 1925 року відбулося їх весілля, а через рік вона народила від нього доньку Літу. У 1927 році Сем Ворнер раптово помер від пневмонії за день до прем'єри фільму «Співак джазу», над яким він працював не покладаючи рук. Баскетт була спустошена його смертю, і наступні роки багато сил і часу витратила на судові розборки з сім'єю Коренів за стан чоловіка і опіку над їхньою дочкою. У підсумку, її дочка Літа залишилася під опікою Гаррі Ворнера і його дружини, і в наступні 20 років вона всього два рази бачилася з матір'ю.
У 1928 році Ліна Баскетт повернулася в кінематограф, з'явившись відразу в чотирьох картинах за рік. У тому ж році вона потрапила в список «WAMPAS Baby Stars», як одна з найбільш перспективних актрис року. У 1929 році акторка з'явилася в головній ролі в драмі Сесіла Б. Де Мілля «Безбожниця», яка стала однією з найяскравіших в її кар'єрі. Картина не отримала великого успіху в США, зате була із захопленням прийнята в Австрії та Німеччині. Пізніше, Баскетт зізналася, що навіть отримала лист від Адольфа Гітлера, де той називав її своєю улюбленою кінозіркою.
З початком 1930-х років кар'єра Баскетт поступово пішла на спад, багато в чому через ворожнечу з сім'єю Корнерів. В 1937 році, після приходу до влади нацистів, їй запропонувала контракт німецька кіностудія «Universum Film AG». Після прибуття в Німеччину їй була влаштована зустріч з Гітлером у Берхтесгаден, на якій, за твердженням самої Баскетт, фюрер загравав з нею. Після того, як Гітлер продовжував упиратися, акторка вдарила його в пах, і, заявивши, що її дід по материнській лінії був євреєм, повернулася назад в США.
До кінця десятиліття, у зв'язку з тим, що її кар'єра в кіно продовжувала затухати, Ліна Баскетт повернулася до танців, виступаючи в нічних клубах і беручи участь у музичних ревю. До того часу, вона вже в п'ятий раз вийшла заміж і разом з чоловіком, британським актором Генрі Моллісом, гастролювала з театральними постановками в США, Австралії та Нової Зеландії. У 1943 році після ролі у фільмі «Ніч злочинів» акторка завершила свою кар'єру в кіно.
У серпні 1943 році її зґвалтував та пограбував 22-річний військовослужбовець Джордж Пол Рімк, якого вона погодилася підвезти. На суді він заперечував усі звинувачення, але був визнаний винним і засуджений до довічного ув'язнення.

### Собаківництво
У 1947 році Баскетт придбала ферму в Пенсільванії, де в 1950 році, разом зі своїм шостим чоловіком Ворнером Гілмором, зайнялася розведенням німецьких догів. У подальші роки Баскетт стала відмінним собаководом, а її собаки здобували численні призи на професійних виставках. Вона також написала декілька книг на тему собаківництва. У 1983 році, після виходу на пенсію, вона припинила займатися розведенням догів, ставши брати участь як член журі на конкурсах.

### Пізні роки
У 1989 році в журналі «The New Yorker» була опублікована стаття, присвячена акторці, що сприяло відродженню інтересу до її фільмів. Картини з її участю були показані в Галереї національного мистецтва у Вашингтоні і в театрі німого кіно в Лос-Анджелесі. У 1991 році була опублікована її автобіографія, і в тому ж році, вперше за 49 років, вона знову з'явилася на великому екрані в незалежному фільмі «Парадайз-Парк».
Ліна Баскетт померла від лімфоми восени 1994 року у віці 87 років у своєму будинку в Західній Вірджинії. Від її восьми шлюбів у неї залишилося двоє дітей, онук і правнук. Її внесок в кіноіндустрію США відзначений зіркою на Голлівудській алеї слави.

## Вибіркова фільмографія
| Рік  |   | Українська назва | Оригінальна назва      | Роль          |
| ---- | - | ---------------- | ---------------------- | ------------- |
| 1943 | ф | Ніч для злочину  | A Night for Crime      | Мона Гаррісон |
| 1931 | ф | Задоволення      | Pleasure               | Гелен         |
| 1929 | ф | Молоде покоління | The Younger Generation | Бріді Ґолдфіш |
| 1929 | ф | Безбожниця       | The Godless Girl       | Джуді Крейґ   |
| 1928 | ф | Пастка           | The Noose              | Дот           |